# 香港愛樂管樂團
香港愛樂管樂團（英文：Hong Kong Wind Philharmonia），香港管樂團，成立於2002年。音樂總監為達拉斯管樂團的傑利·鍾健（Jerry F. Junkin）。
香港愛樂管樂團於2002年6月首演。2003年，香港愛樂管樂團首演盧厚敏博士的委約作品，同年亦演出了克里斯托弗·科爾曼（Dr. Christopher Coleman）由香港藝術發展局贊助為2005年世界管樂年會（Congress of the World Association for Symphonic Bands and Ensembles）演出的委約作品。
在2010年，香港愛樂管樂團獲邀到韓國國際管樂節與知名的大號手奧伊斯坦·伯斯維克（Øystein Baadsvik）的演出。

## 外部連結
- 香港愛樂管樂團官方網頁 （页面存档备份，存于）